# 女生徒
「女生徒」（じょせいと）は、太宰治の短編小説。

## 概要
| 初出     | 『文學界』1939年4月号                   |
| 単行本   | 『女生徒』（砂子屋書房、1939年7月20日） |
| 執筆時期 | 1939年2月24日頃までに完成               |
| 原稿用紙 | 80枚                                    |

1938年（昭和13年）9月に女性読者有明淑（当時19歳）から太宰のもとに送付された日記を題材に、14歳の女生徒が朝起床してから夜就寝するまでの一日を主人公の独白体で綴っている。思春期の少女が持つ自意識の揺らぎと、その時期に陥りやすい、厭世的な心理を繊細な筆致で描き出し、当時の文芸時評で川端康成たちから認められ、太宰の代表作の一つとなった。川端は「この女生徒は可憐で、甚だ魅力がある。少しは高貴でもあるだらう。（略）作者は「女生徒」にいわゆる「意識の流れ」風の手法を、程よい程度に用いている。それは心理的といふよりは叙情的に音楽じみた効果をおさめてゐる。」としている。
タイトルは、当時太宰の机辺にあったレオン・フラピエ作、桜田佐訳『女生徒 他八篇』（岩波文庫、1938年9月1日）からとられた。
作品集『女生徒』に収録されたのち、『女性』（博文館、1942年6月30日）に再録された。

## 備考
- 1940年（昭和15年）、本短編は第4回北村透谷記念文学賞の次席に選ばれた。
- 有明淑は本作品発表後、太宰に手紙を出す。その手紙は「俗天使」（『新潮』1940年1月号掲載）に引用されている[2]。
- 2000年（平成12年）、作品社から写真家佐内正史の写真をコラボした版（ISBN 9784878933639）が出版された。
- 太宰治短編小説集 第1シリーズ 「女生徒」（2009年10月12日、NHK BS2） - 女生徒（朗読） 役（山下リオ)
- 2019年（令和元年）12月18～27日にかけて、NHK第2放送「朗読」の「太宰治短編集」の一環として、石田ひかりの朗読により、全編が放送された（全8回）。
- 九段理江の小説『Schoolgirl』は本作を本歌取りしたものである[3]。

## アニメーション
青森県立美術館、静岡県立美術館、島根県立石見美術館が2014年に合同で実施した企画展「美少女の美術史」において、展示品として製作された。
原作が主人公のモノローグで書かれているため、出演は朗読の遊佐未森のみである。
主人公の空想シーンには、原作の発表当時に少女に人気のあった松本かつぢの画風を取り入れるなどして昭和初期の表現を行っている。

### 受賞歴
- 札幌国際短編映画祭2015　大林宣彦 審査員賞
- SKIPシティ国際Dシネマ映画祭2015 奨励賞

### スタッフ
- 監督 - 塚原重義（弥栄堂）
- 朗読 - 遊佐未森
- 幻想デザイン・作画 - アカツキチョータ
- 原画 - 大野勉、鈴木信一、辻佳宏
- 水彩画 - 佐竹慎
- 音楽 - 大口俊輔
- 音響監督 - 山田陽（サウンドチーム・ドンファン）
- 制作協力 - officeDCI
- 資料提供 - 古田和豊、山本留吉（カフヱー大正浪漫）
- 協力 - 津島園子、辻村聡志、東京モノノケ、宵町めめ、千谷総（アートボックス）、水上利保（水音社）
- 企画 - トリメガ研究所 (川西由里、工藤健志、村上敬)
- 製作 - 美少女の美術史展実行委員会

2014年カラー・アニメーション作品 (約14分)